# 폴란드 문학

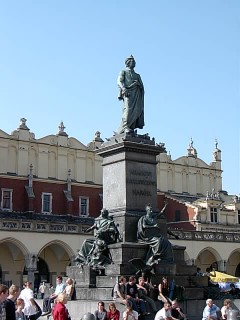
아담 미츠키에비치의 동상
(크라쿠프 시장 중앙 광장)

서(西) 슬라브의 나라 폴란드는 중세 이래 우수한 독자적 문학을 지니고 있다. 폴란드 문학의 독자성을 이해하기 위해서는 이 나라의 영광과 고난으로 가득 찬 역사에 깊은 동정을 보내는 데서부터 시작해야만 한다. 예를 들어 19세기를 고찰해 보면, 서구에서는 몇 개의 근대적 국민 국가가 형성되어 제각기 국민 문학이 화려하게 개화한 시대인 데 반해, 폴란드에서는 나라가 망하고 타국의 예속 하에 놓였던 시대였다. 이러한 역사적인 사실을 반영하여 폴란드의 국민 문학은 그 주제를 한결같이 민족 국가의 독립이라는 문제로 집중시켰다. 인간애나 윤리와 같은 일반적 문제도 이 중심 문제에 종속하는 형태로 나타났고, 개인의 고뇌와 비애도 민족의 그것과 동일한 것으로서 표현되고 있다.
이와 같은 폴란드적 헤브라이즘이 낭만주의 문학뿐 아니라 시엔키에비치의 <쿠오 바디스>와 같은 세계적 문학에 있어서조차 기조(基調)를 이루고 있는 사실에 주의하지 않으면 안 된다. 또한 폴란드 문학은 전통적으로 산문보다는 운문에 뛰어나며, 시의 영역에서는 세계 문학 중 유례가 없을 만큼 높은 예술적 수준에 이르고 있으나, 대체로 시는 소설보다 번역이 어렵기 때문에 세계적으로 광범한 애독자를 얻지 못하는 한 요인이 되고 있다.

## 중세기의 문학
966년에 기독교를 받아들인 이후의 수 세기 간은 로마 가톨릭교회 문화의 영향으로 라틴어에 의한 문학이 발달했다. 라틴어로 쓰여진 폴란드 문학 초기의 뛰어난 작품에는 12-13세기에 속하는 연대기·성인전이 있다. 폴란드어에 의한 문헌은 겨우 13세기경부터 출현했고 가장 오랜 폴란드어 텍스트는 <보구로지차(Bogurodzica; 신을 낳은 자)>라 불리는 성모 마리아에의 짧은 찬가이다.
15세기에 들어 폴란드 문화의 최초의 개화기가 찾아 든다. 이때 폴란드는 야기에우워 왕조(Jagiellonowie)의 강력한 중앙 집권 하에 유럽 강대국의 하나로서 중·동구 세계에 군림했다. 1364년에 창립된 크라쿠프 대학은 1400년에 중세적 종합 대학으로 확대되어 각 분야에서 우수한 학자를 배출하여 명성을 떨쳤다. 크라쿠프 대학에서 베르길리우스를 강의한 그제고시(Grzegorz z Sanoka, 1407-1477)나 이탈리아인 필립 부오나코르시(Filippo Buonaccorsi, 1437-1496)에 의해 인문주의가 재빨리 폴란드로 침투를 하기 시작했다. 얀 두우고시(Jan Długosz, 1415-1480)의 12권으로 된 <폴란드 사(史)>는 이 시대의 민족 의식의 성장을 말해준다. 얀 오스트로루그(Jan Ostroróg, 1436-1501)는 최초의 걸출한 인문주의자로서 라틴어 논문 <국가 건설에 관한 각서>(1475)에서 교회와 귀족 사회에 대해 비판했다. 라틴어에 의한 저술은 여전히 우세했으나 1473년에는 브로츠와프에서 활판 인쇄가 시작되어, 1475년에는 폴란드어로 된 최초의 간행본이 인쇄되었다.

## 르네상스기 문학

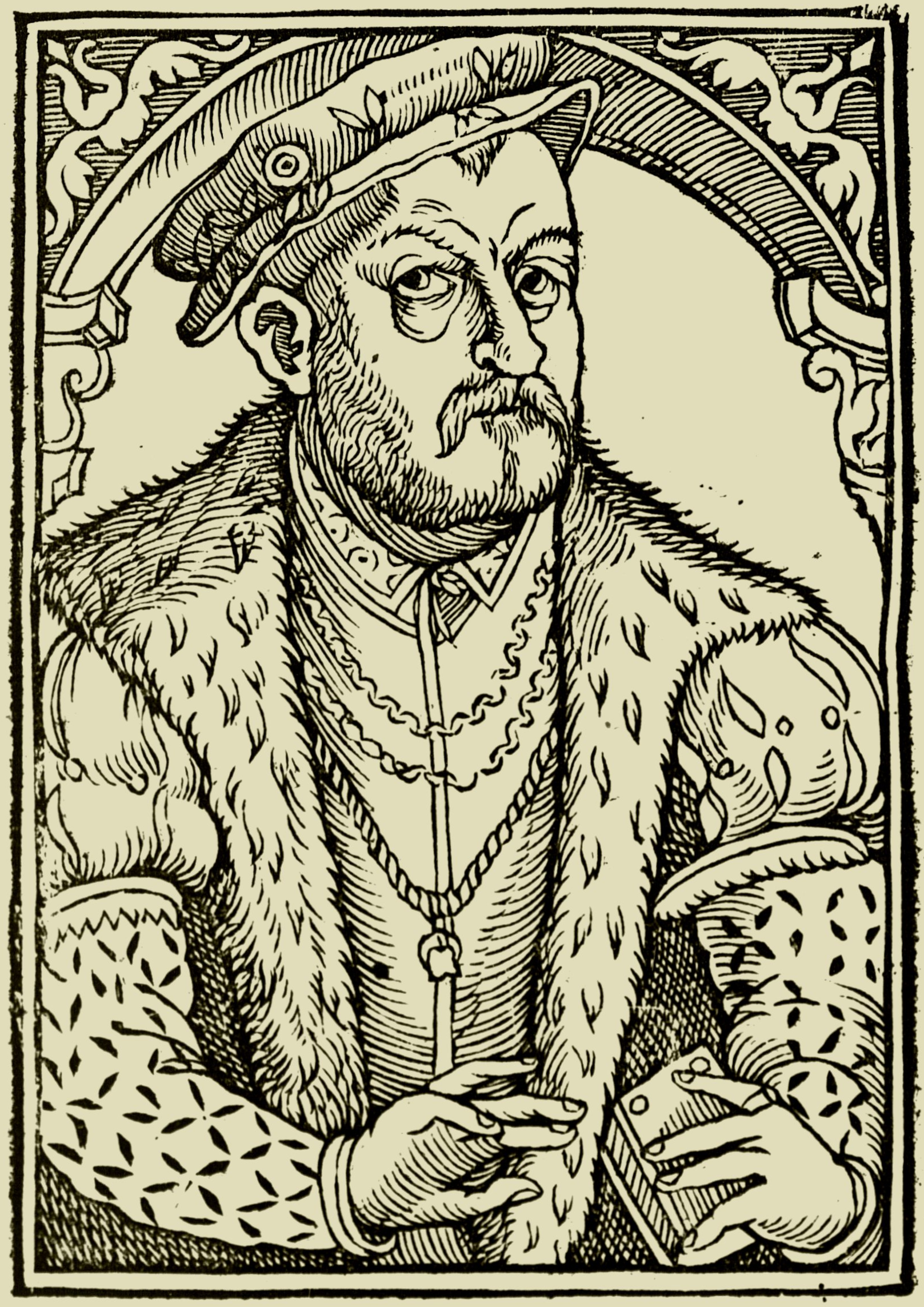
미코와이 레이

16세기는 르네상스와 종교개혁의 시대로서 이 세기의 후반은 폴란드 문화의 황금 시대라 불린다. 이 시대에는 점차 대두하기 시작한 슐라흐타(Szlachta; 기사 계급에 기원을 둔 중·소 귀족 계급)가 정치적·경제적·문화적 특권을 획득하여 르네상스의 기수가 되는 동시에, 폴란드에서의 종교개혁 운동의 진전자가 되기도 했다. 특히 종교개혁 운동은 폴란드어를 민족의 문장 언어로서 형성시키는 운동과 연결되어 처음으로 성서의 폴란드어 역(驛)(1551)이 신교도에 의해 이루어졌다. 얼마 안 가 폴란드어는 라틴어에 대신하게 되었다.
폴란드어에 의한 문학의 첫 거장은 미코와이 레이(Mikołaj Rej, 1505-1569)로서, 풍자시 <귀족·대관(代官)·사제 3자의 짤막한 토론>(1543)은 폴란드 문학의 개막을 고하는 기념비이다. 그러나 그의 본령(本領)은 산문에 의한 종교적·철학적 사색에 있으며 작품집 <거울>(1567)의 산문 <성실한 인간의 일생>은, 한 사람의 슐라흐타(소 귀족)의 진지한 윤리 탐구의 일생을 간결, 명쾌한 구어체(口語體)로 쓴 것으로 문학어로서의 폴란드어 발달에 공헌했다.
폴란드 르네상스의 주도자는 위대한 시인 얀 코하노프스키(Jan Kochanowski, 1530-1584)이다. 그는 인문학적 교양이 높아 서양 고전의 시 정신과 폴란드의 민족 전래의 모티프를 훌륭히 자기의 시 속에 살려 국민 시의 발달에 커다란 역할을 했다. 폴란드 최초의 비극 <그리스 사절(使節)의 사퇴>(1578), 어려서 세상을 뜬 사랑하는 딸 우르술라를 애도하여 부른 절창(絶唱) <만가>(1580) 등이 대표작이다.
예수회 신부 피오트르 스카르가(Piotr Skarga, 1536-1612)는 종교개혁에 반대하여 수많은 종교적 저작을 저술했는데 <성자열전(聖者列傳)>(1579)은 문학적 가치가 높고 <의회 앞에서의 설교>(1597)는 '설교'라는 형식으로 왕권의 강화, 농민 권리의 보호 등 정치적 윤리적 문제를 논한 수준 높은 산문이다.

## 바로크 시대의 문학
17세기는 인접국인 체코에서의 30년 전쟁(1618-48)과 병행해서 프로테스탄티즘이 패퇴하고, 가톨릭주의가 승리를 거두었다. 한편 16세기 말에서 17세기 중엽에 걸쳐 폴란드 왕국은 중앙 집권이 무너지고 귀족에 의한 지방 분권의 경향이 나타나 잇따른 전란 때문에 국력이 쇠약해지기 시작했다. 17세기 초엽에는 융성의 조짐을 보였던 시민 계급도 중엽에는 조락을 보여 문화는 대 귀족에게로 넘어간다. 이 사양(斜陽)시대의 폴란드 문학이 바로크 시대라 평가되고 있다. 문학은 주제와 표현 양식에 있어 지방색을 띠게 되고 장르도 다양화되었으며, 역사적 서사시가 새로운 장르로서 애호되었다.
바츠워프 포토츠키(Wacław Potocki, 1625-96)의 애국적·서사적 <호침의 싸움>(1670)은 그 하나의 예이다. 안제이 모르슈틴(Jan Andrzej Morsztyn, 1613-1693)은 이탈리아의 바로크 시인 잠바티스타 마리노의 현저한 영향을 받아서 연애시를 썼으나 코르네유의 <르 시드>의 뛰어난 번역자로서 알려져 있다. 귀족 얀 흐리조스톰 파세크(Jan Chryzostom Pasek, 1636-1701)의 수기인 <회상록>은 지극히 유니크한 작품이다.

## 계몽주의 문학
17세기 말부터 폴란드에 인접하는 프로이센, 러시아, 오스트리아 등 3개 강국은 폴란드 대 귀족들의 왕위 계승권 쟁탈전에 따른 국내 분열을 이용, 내정 간섭을 시작했고 18세기 말에는 마침내 이들 3개국에 의한 3회에 걸친 폴란드 분할이 이루어져 왕국은 멸망했다. 그러나 18세기 후기는 폴란드 문화의 개화기에 해당되는데, 계몽 운동이 국내에 퍼지고 합리 사상과 애국적 정열에 의한 국가의 부흥과 근대화에의 노력이 경주되었다. 문학에 있어서는 사회 개혁을 위한 준비와의 관계가 의식되어 소설이나 희극이 저술되었고 특히 풍자의 장르가 유행했다.
이 시기를 장식하는 대표적 문학자는 폴란드 근대소설의 아버지라 불리는 크라시츠키(Ignacy Krasicki, 1735-1801)와 시인 트렘베츠키(Stanisław Trembecki, 1739-1812)이다. 전자는 <우화와 비유담>(1778), <풍자시>(1779) 등 걸작 외에 폴란드 소설의 선구인 <미코와이 도스비아트진스키의 모험>(1776)을 저술했다. 또한 후자는 라 퐁텐(La Fontaine) 풍의 우화시를 썼다. 이 두 사람 외에는 폴란드 최초의 희극 <의원의 귀환>(1790)을 쓴 니엠체비치(Julian Ursyn Niemcewicz, 1757-1841)를 들 수가 있다.

## 낭만주의 문학
1795년부터 1918년에 이르는 1세기 이상의 오랜 기간 폴란드는 러시아, 프로이센, 오스트리아 3개국에 의해 분할 통치되어 비극적인 예속의 역사를 체험했다. 그러나 이 예속의 1세기는 폴란드 문학의 성숙기로서, 민족의 자유와 독립을 위한 간단 없는 투쟁의 시대에 문학이 수행한 역할은 실로 컸다. 국민적 비원을 발산시키는 수단으로서 우선 낭만주의가 등장하는데, 1830-1831년의 혁명 운동이 진압당하자 우국지사들은 대거 서방으로 망명했고 낭만주의 문학은 망명지에서 미츠키에비치, 스워바츠키 등 대 시인에 의해 예술적 절정에 달했다.

### 미츠키에비치

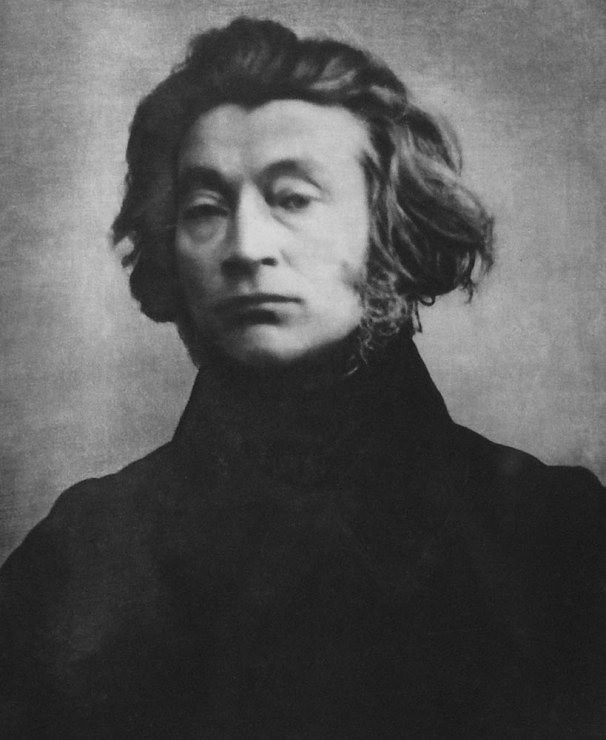
아담 미츠키에비치

아담 미츠키에비치(Adam Mickiewicz, 1798-1855): 폴란드 시인. 리투아니아의 소 귀족 가문에서 태어났다. 1819년 빌노 대학을 나온 후 시골 중학교에서 교편을 잡으면서 면학과 시작에 정진, 1822년에 철학 학사의 학위를 얻는 동시에 처녀 시집을 출판하여 낭만주의 시인으로서 데뷔했다. 이듬해에는 극시 <선조의 전야제>(제2부, 제4부)를 수록한 제2 시집을 출간했으나 대학 시절에 학생 운동을 한 혐의로 러시아 관헌에게 체포되어 다음 해 러시아로 압송되었다. 러시아 체재 중 푸시킨을 비롯한 러시아 문학가들과 친교를 맺고, <크림의 소네트>(1826), 서사시 <콘라트 발렌로트>(1828)를 출판했다. 1829년 러시아를 탈출하여 유럽을 방랑, 독일에서는 헤겔의 강의를 듣기도 하고 80세의 괴테를 방문하기도 했다. 1830년 말 바르샤바에서의 반 러시아 봉기 소식을 로마에서 전해 들은 미츠키에비치는 반란에 가담하기 위해 귀국에의 길을 서둘렀으나 자금 조달 등에 시간이 너무 걸려, 포즈난까지 왔을 때 반란이 실패했음을 알았다. 그 후 드레스덴에서 <선조의 전야제> 제3부(1832)를 썼고, 망명지 파리에서 불후의 명작 <판 타데우시>를 완성했다. 1839-1840년 로잔 대학의 라틴 문학 교수, 1840-1844년 파리의 콜레주 드 프랑스의 슬라브 문학 교수가 되었다. 1855년 크림 전쟁이 일어나자 콘스탄티노플로 가서 터키 군에 가세할 폴란드 의용군을 조직하려 했으나 11월 말에 만연된 콜레라에 걸려 세상을 떴다.
- 판 타데우시

Pan Tadeusz (1834) 미츠키에비치의 장편 서사시. 작자의 고향 리투아니아의 아름다운 자연과 풍속을 배경으로 1811-1812년의 폴란드 사회사(社會史)를 묘사한 약 1만 행 12편으로 된 대 서사시인데 소설의 요소를 교묘하게 포함시키고 있다. 이야기의 중심은 대 귀족 호레슈코 가(家)와 소 귀족 소프리츠아 가(家) 사이의 역대에 걸친 불화에 있는데 타데우시의 부친 야체크 소프리츠아가 젊은 날의 과오를 속죄하기 위해 신부(神父)가 되어 조국 재건 운동에 투신하면서 양가의 화해를 스스로의 행동을 통해 가능케 만들기까지의 경위를 묘사하고 있다.

### 스워바츠키

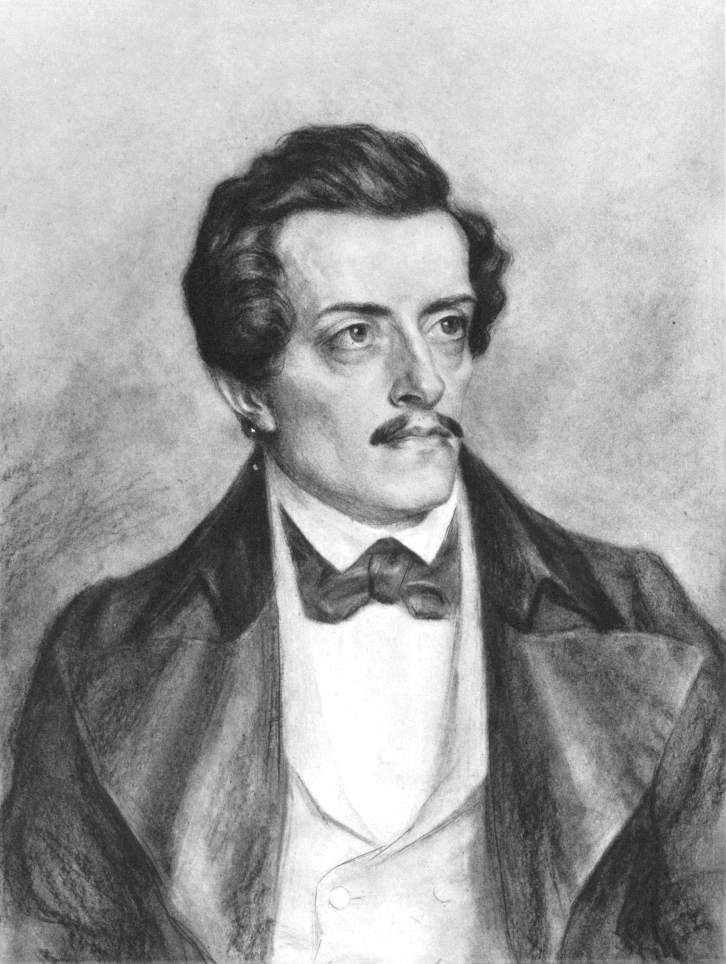
율리우시 스워바츠키

율리우시 스워바츠키(Juliusz Słowacki, 1809-1849): 폴란드 시인. 스워바츠키는 미츠키에비치와 마찬가지로 망명지 파리에서 조국으로 돌아오지 못했으나 그 짧은 일생 속에서 수많은 주옥 같은 작품을 남겼다. 생전에는 미츠키에비치의 위세에 눌려 전모가 알려지지 않았으나 세기 말에 '젊은 폴란드'의 시인들에 의해 정당하게 평가되어 그들의 시혼을 배양하기에 이르렀다. 연애시 <스위스에서>(1839)는 그의 수많은 서정시 가운데 최고 걸작으로 꼽히며 그는 또한 근대 희곡의 창시자로서 셰익스피어의 영향을 받아 폴란드의 역사 전설에서 취재한 사극 <코르디안>(Kordian, 1833) <릴라 베네다>(1840) 등을 썼다. 바이런의 <돈 주앙> 풍의 장편 담시(譚詩) <베니오프스키(Beniowski)>(1841년)는 원숙한 작품이며, 최후의 작품인 미완성의 환상적 서사시 <정령왕(精靈王)>에서 달성한 그의 시어는 타인의 추종을 불허한다.

### 기타 작가들
스워바츠키와 마찬가지로 위대한 시인 지그문트 크라신스키(Zygmunt Krasiński, 1812-1859)도 명문 귀족의 집안에 태어나 기구한 운명을 더듬지만 대표작인 희곡 <비신곡(非神曲)>(1833)은 귀족 계급과 민중과의 피비린내 나는 투쟁이 민중의 승리로 끝나기까지의 과정을 묘사했고, 에필로그에서는 민중의 지도자가 십자가에 못박힌 그리스도의 환상을 보고 죽는다는 묵시(默示)를 삽입한 작품이다.
또한 망명 시인 치프리안 노르비트(Cyprian Kamil Norwid, 1821-1883)는 동 시대인의 눈에는 띄지 않았으나 금세기 초엽에 지적인 시인으로서 발견되었다. 대중 작가 크라셰프스키(Józef Ignacy Kraszewski, 1812-1887)는 방대한 양의 역사 소설·대중 소설을 썼으며, 오랫동안 조국에 머무르면서 소설의 발달을 위해 공헌했다.

## 실증주의 문학
1863년의 민중 최후의 반란 '1월 봉기'가 1년간의 저항도 헛되이 괴멸한 후에는 문학 사상이 낭만주의적 민족 독립의 꿈을 버리고 실증주의 사상으로 이행(移行)하였다. 실증주의는 국내 경제·기술·문화·교육을 기초부터 뜯어 고쳐 경제 발전과 교육 보급에 의해 선진국을 능가하려는 실천적 운동이 되어 바르샤바를 중심으로 퍼져나갔다. 실증주의 문학 시대는 1864-1890년으로 프루스, 오제슈코바, 시엔키에비치 등의 리얼리즘 문학으로 대표되며, 소설의 융성을 특징으로 한다.
실증주의 문학의 가장 뛰어난 대표자는 프루스(Bolesław Prus, 1847-1912)로서 <파라오와 기도승>(1897), 장편 소설 <인형>(1887-1889)이 대표작인데 대도시 바르샤바의 여러 군중의 모습을 생생하게 묘사했다. 작가 오제슈코바(Eliza Orzeszkowa, 1841-1910)는 부인 해방 문제 및 유대인 문제 등 사회 윤리에 예리한 관심을 보였으며 고향 리투아니아의 자연과 사회상을 묘사한 <니에멘 하반(河畔)에서>(1887)가 대표작으로 꼽힌다. 세계적으로 유명한 실증주의 작가는 <쿠오 바디스>의 시엔키에비치이다.

### 시엔키에비치

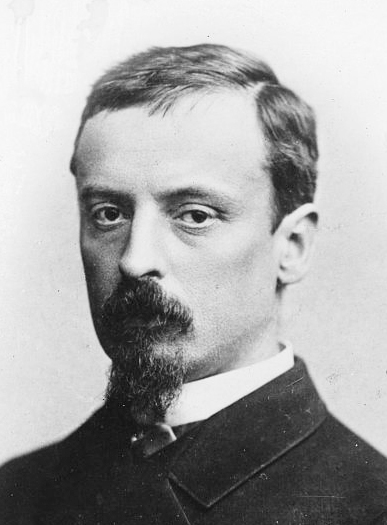
헨리크 시엔키에비치

헨리크 시엔키에비치(Henryk Sienkiewicz, 1846-1916): 폴란드 소설가. 러시아 령에 속한 볼라오크제이스카의 소 귀족 집안에 태어나, 바르샤바 대학에서 인문학을 공부하였다. 학생 시절부터 창작에 뜻을 두어 몇 개의 습작을 발표했다. 1876년부터 3년간 미국에 유학, 창작의 시야를 넓힌 후 <등대지기>(1882), <용사 바르테크>(1882) 등의 단편을 썼다. 1880년경부터 역사 소설의 분야를 개척하여 17세기 폴란드의 이국민(異國民)과의 영웅적인 격전에서 취재한 역사 3부작 <불과 검(劍)>(1884), <대홍수>(1886), <판 보워디요프스키>(1888)에 의해 국민적 인기를 얻었고 이어서 <쿠오 바디스>로 그 명성은 세계적인 것이 되었다.  1905년 노벨 문학상을 수상하고 제1차 세계 대전 중 국제적십자사의 구호 활동에 종사하는 동안 스위스에서 객사했다.
- 쿠오 바디스

Quo Vadis (1895) 시엔키에비치의 역사 소설. 줄거리는 로마의 청년 귀족 비니키우스가 폭군 네로의 인질인 리기아에게 음탕한 생각을 품고 연애를 하다가 리기아의 신앙심에 감화, 개심하여 행복한 결혼 생활을 이루기까지의 경위를 중심으로 전개된다. 소설의 주제는 기원 전 1세기의 로마에서 가혹한 박해를 이겨낸 기독교의 승리에 있는데, 여 주인공 리기아를 슬라브 족의 왕녀로 내세움으로써 작자는 망국의 비운에 젖은 조국 폴란드의 미래를 예언하고 있다. 작자는 정확한 자료와 풍부한 상상력을 구사해서 네로 시대의 로마의 파노라마를 도처에 전개시키고 있다. 노벨상 수상 작품.

## 젊은 폴란드 문학
19세기 말 실증주의의 주제였던 국민 경제의 향상이 자본주의의 발달에 의해 오히려 사회적 모순을 심화시켰고, 또한 러시아 령 폴란드에서 탄압이 강화되어 문학은 실증주의를 떠나서 또 다시 낭만주의로 접근했으며 이와 함께 19세기 말의 서구 모더니즘이 주는 각종 조류의 영향을 받았다. 사회적·도덕적 속박을 거부하고 개성의 자유를 신조로 하는 예술 지상주의적 문학 이론을 창도하는 '젊은 폴란드'라는 문학자 그룹이 형성되었다.
이론적으로 지도자적 입장을 취한 것은 시인 겸 극작가인 스타니스와프 프지비셰프스키(Stanisław Przybyszewski, 1868-1927)였으며, 극작가인 테트마예르(Kazimierz Przerwa-Tetmajer, 1865-1940), 카스프로비치(Jan Kasprowicz, 1860-1926), 스타프(Leopold Staff, 1878-1957) 등과 같은 뛰어난 시인 그룹에 속했던 스타니스와프 비스피안스키(Stanisław Wyspiański, 1869-1907)의 극작가로서의 존재는 각별한 것이었다. 그는 특이한 풍자극 <혼례>(1901)를 비롯해서 심원한 상징적 극시를 발표하여 낭만주의의 전통을 계승했다. 소설 영역에서 활약한 대표적 작가는 장편 역사 소설 <재<灰>>(1904)의 작자 제롬스키(Stefan Żeromski, 1864-1925)와 대작 <농민>(1904-09)으로 노벨상을 수상한 레이몬트(Władysław Reymont, 1865-1925)이다.

## 양 대전 간의 문학
1918년 제1차 세계 대전의 종결과 함께 폴란드는 약 130년간 잃었던 자유와 독립을 회복했다. 이렇게 되자 민족의 주권 회복이라는 문제는 문학의 주요 관심 대상에서 빠지고 서구의 새로운 문학 상의 형식과 주의에 민감한 반응을 나타내는 경향이 대두되었다.
새로운 변화는 우선 시의 세계에서 일어나 월간 시 잡지에서 그 이름을 딴 '스카만데르(Skamander)'파가 등장, 애국의 사명을 예술가에게 부과하는데 대하여 반발하면서 시의 높은 예술성을 지향하고 새로운 시 형식을 탐구했다. 스카만데르 파의 시인 그룹에는 투빔(Julian Tuwim, 1894-1953), 레혼(Jan Lechoń, 1899-1956), 비에르진스키(Kazimierz Wierzyński, 1894-1969), 이바슈키에비치(Jarosław Iwaszkiewicz, 1894-1980), 스워님스키(Antoni Słonimski, 1895-1976) 등이 있다. 이 파의 거장 투빔은 20세기 최대의 시인으로 지목되고 있다. 스카만데르 파 이외에는 '아방가르드'의 미래파 시인들이 1920년대 후반에 등장했다. 비트키에비치(Stanisław Ignacy Witkiewicz, 1885-1939)는 예리한 문예 이론으로 널리 알려졌고, 프지보시(Julian Przyboś, 1901-1970), 바지크(Adam Ważyk, 1905-1982) 등이 있다.
소설 영역에서 여성 작가의 활약이 눈부시다. 돔브로프스카(Maria Dąbrowska, 1889-1965)는 4부작 <낮과 밤>(1932-1934)을 썼고, 나우코프스카(Zofia Nałkowska, 1885-1954)는 객관적 사실주의를 채택, 죄수의 세계를 분석한 <세계의 벽(壁)>(1932), 사회적 변동기에 있어서의 과제를 묻는 <경계(境界)>(1935) 등을 대표작으로 한다. 가톨릭 작가 코사크슈추츠카(Zofia Kossak-Szczucka, 1889-1968)는 역사 소설의 전통을 계승하였으며 <십자군 사람들>(1936)이 유명하다.
1930년대에는 국내의 경제 위기와 더욱 높아진 파시즘의 물결 속에서 사회 저항의 문학으로서 좌익 작가가 진출했다. 소련에 귀화한 바실레프스카(Wanda Wasilewska, 1905-1964) 및 <영주와 농민>(1932)을 쓴 크루치코프스키(Leon Kruczkowski, 1900-1962) 등이 이들이다.
나치 점령하의 제2차 세계 대전 중(1939-1944), 폴란드 문학가들은 민족의 사활 문제에 작가적 생명을 걸고 또 다시 애국적 모티브가 우세하게 되었다. 대 시인 투빔도 망명지 미국에서 애국적 서사시 <폴란드의 꽃>(1940-1944)을 썼다. 이 6년 동안 국내에서 폴란드어로 된 책은 1권도 출판되지 않았고, 문학 작품은 전부 등사판에 의한 지하 출판으로 회람되었다.

## 전후 문학
전쟁은 600만 명을 훨씬 넘는 폴란드 국민을 희생시켰고, 유형 무형의 손실은 상상 이상이었다. 전후의 폴란드 문학은 국민의 이를 데 없이 비참한 고난의 의의를 묻고, 그 체험을 전 세계에 대해 증언하는 것을 급선무로 하였다.
돔브로프스카의 <샛별>(1955)을 비롯 나우코프스카의 <미달리온>(1946), 코사크슈추츠카의 <심연에서>(1946) 등 기성 작가의 작품과 안제예프스키(Jerzy Andrzejewski, 1909-1983)의 <밤>, 보로프스키(Tadeusz Borowski, 1922-51)의 <마리아와의 이별>등 신예 작가의 작품이 전쟁 체험의 문학 가운데서 뛰어났다. 제2차 세계 대전은 지금까지도 테마로 다루어지고 있다.
1949년 무렵의 문학에 부과되었던 사회주의 리얼리즘의 형식은 점차로 없어지고 1957년경을 고비로 폴란드 문학은 새로운 시기에 접어들었다. 국외에서 활약하고 있는 문학가들도 많으나 20세기 후반의 폴란드 문학과 함께 이들에 대한 평가는 미래에 내려질 것이다.

## 같이 보기
- 사미즈다트
- 체스와프 미워시